# Culture en Guyane
La culture en Guyane  englobe une diversité des pratiques culturelles, en raison de sa population pluriethnique, d'environ 300 000 Guyanais en 2022. Il existe plus d'une vingtaine de communautés sur ce territoire français d’Amérique du Sud, et tout autant de cultures, de langues et de dialectes (créoles).
Chaque communauté contribue au métissage de la culture guyanaise à travers ses patrimoines culinaires, humains, historiques, naturels et artistiques (musique, conte, danse, littérature, etc.).

## Langues et populations

### Langues

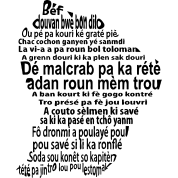
Kriyòl Gwiyannen.

Tout comme la culture en Guyane est multiculturelle, la langue est également pluriculturelle.
Langues en Guyane, Langues de Guyane, dont :
- français de Guyane,
- langues créoles à base lexicale française : créole guyanais ou créoles tout court, créole saint-lucien, créole martiniquais, créole guadeloupéen, créole haïtien,
- langues créoles à base lexicale anglaise : aluku ou Boni, ndyuka ou Aukan/Okanisi, paramaka ou pamaka (les langues nenge) et le sranan tongo,
- langues créoles à base lexicale anglaise relexifiée portugais : saamaka,
- variétés de langues européennes : français, portugais du Brésil, anglais du Guyana, néerlandais, espagnol,
- langues amérindiennes : kali'na, lokono ou arawak, palikur, téko ou émerillon, wayãpi, wayana,
- hmong.

### Populations
La société guyanaise a connu une augmentation démographique considérable depuis les années 1960, et cette augmentation est directement liée au grand nombre de migrants qui se trouvent en Guyane, qui ont collaboré non seulement à la croissance démographique mais aussi à la croissance économique.
La société guyanaise est constituée de peuples autochtones des communautés amérindiennes, de Créoles guyanais, de populations immigrées des Caraïbes (antillais, sainte-luciens, haïtiens), de populations européennes (la plupart originaire de France métropolitaine) ou d'autres parties du monde (chinois, Hmong du Laos, libanais), ainsi que de populations des pays transfrontaliers et du plateau des Guyanes (les Surinamais, les Guyaniens, les Brésiliens, etc.).
Parmi les peuples autochtones, on trouve :
- Kali'na (anciennement appelés Galibis),
- Lokono ou Arawaks,
- Pahikwene (Palikur),
- Teko (anciennement appelés Émerillon),
- Wayãpi,
- Wayana.

#### Marronnage
Les Marrons étaient les esclaves qui fuyaient leurs maîtres et se réfugiaient dans la forêt, où ils formaient ensuite leurs communautés. Ces peuples existent également au Brésil, au Pérou, aux États-Unis, en Jamaïque, en Colombie, au Belize, au Suriname et en Guyane. Les peuples marrons, dénommés Bushinengué en Guyane, sont les Saramaka, Aluku, Djuka, Paramaka, Matawai et Kwinti.

## Religion

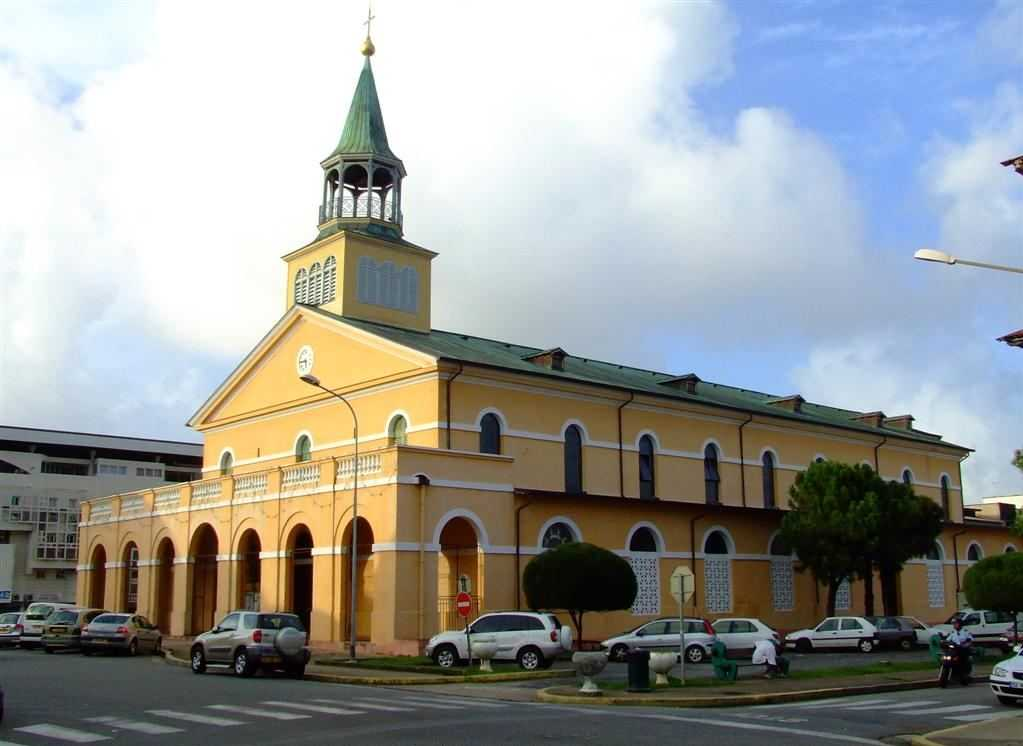
Cathédrale Saint-Sauveur de Cayenne.

La Guyane est formée par des gens très religieux, il y a donc beaucoup de pratiques religieuses. La majorité de la population est catholique, elle co-existe avec la tradition chamanique, les religions et rites africains, les évangéliques, les témoins de Jéhovah et plus récemment quelques musulmans. Cette convivialité permet la croyance populaire en l'efficacité de la magie et cela donne une originalité à la formation culturelle religieuse des Guyanais.
- Tchenbwa
- Hindouisme en Guyane

### Croyances
- Soucougnan, Soucouyant ou Asema, équivalent de Lougarou
- Obeah, sorcellerie surtout en milieu marron, avec sortilèges wisi
- "Wisi", sorcellerie, pratiquée par un "wisiman"
- Baclou, créature légendaire créole (Guyanes), responsable d'une forme de possession

## Manifestations et festivités
- Lindor de la musique guyanaise
- Cayenne Reggae Festival
- Kayenn Jazz Festival
- Chanté Nwèl

### Carnaval de Guyane

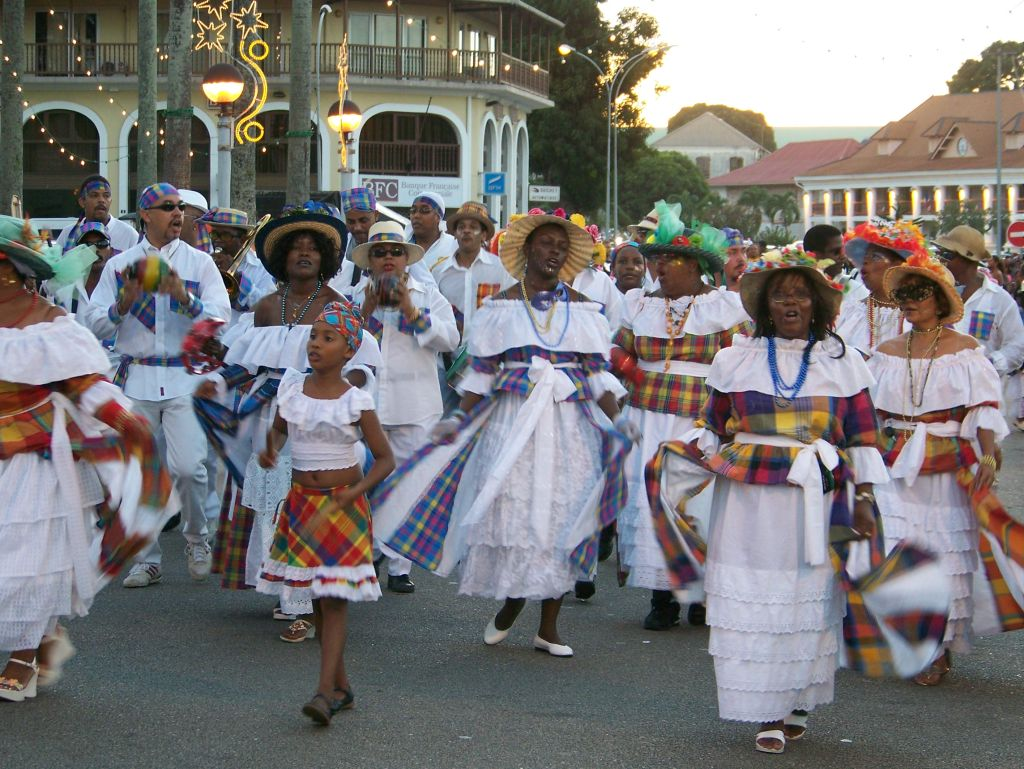
Défilé du Carnaval dans les rues de Cayenne en 2007.

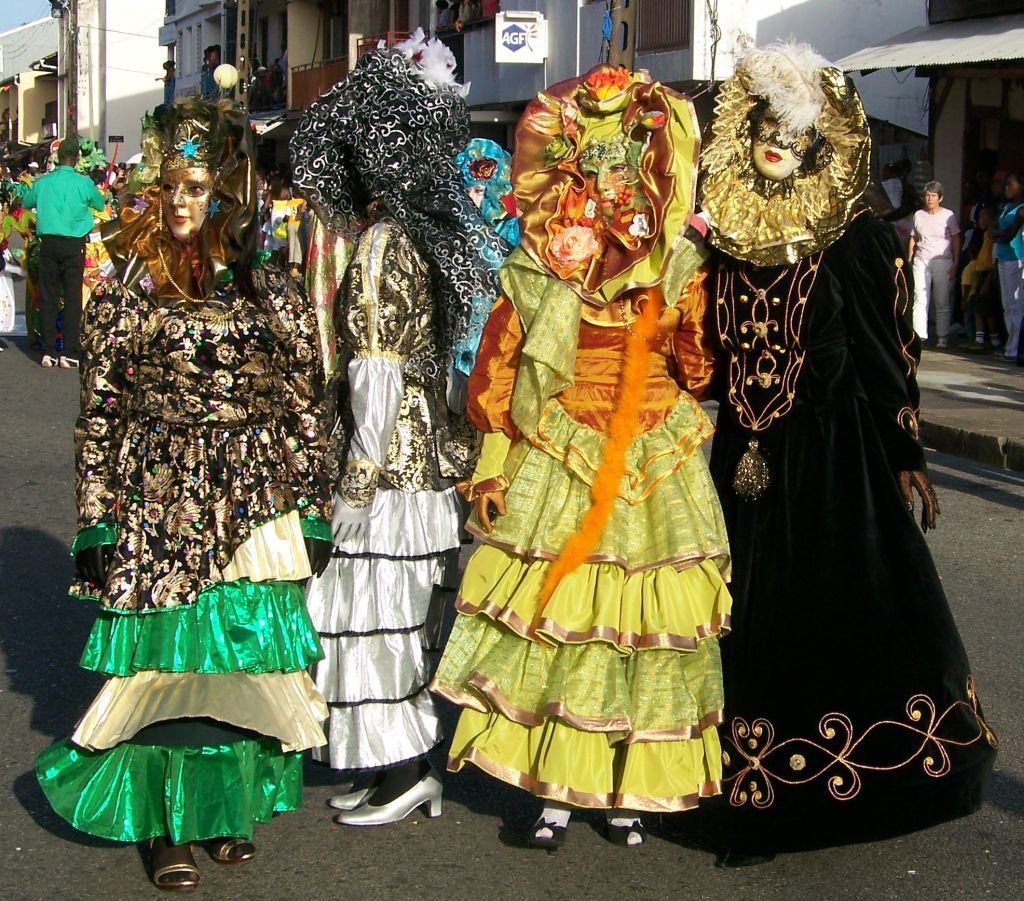
Les Touloulous personnages typiques du carnaval guyanais.

Le Carnaval est l'un des événements majeurs de Guyane. Il se déroule, les après-midi de dimanche, entre l'Épiphanie au début de janvier, et le Mercredi des Cendres en février ou mars. Des groupes déguisés selon la thématique de l'année, y défilent autour de chars décorés, au rythme des percussions et des cuivres. La préparation des groupes dure des mois avant le carnaval. Les groupes défilent devant des milliers de spectateurs qui s'amassent sur les trottoirs et les gradins aménagés pour l'occasion.
Puis, au début de soirée, les Touloulous et Tololos se rendent dans les dancings pour participer aux Bals paré-masqués.

### Pratiques amérindiennes
- Maraké
- Nuit du Sanpula

## Costumes traditionnels
Les femmes créoles portent de nombreuses robes (selon les différents rythmes), le Kanmza, noué a la taille et une coiffe appelée : Lachat. Les hommes portent une chemise et un pantalon et une ceinture de tissu appelée Matchoukann pour danser.
Les femmes bushinenge portent un pangui et les hommes portent un calimbé appelé Kamiza.
Les femmes amérindiennes portent un costume composé de tissu et de perles, les hommes portent un calimbé.

## Sport

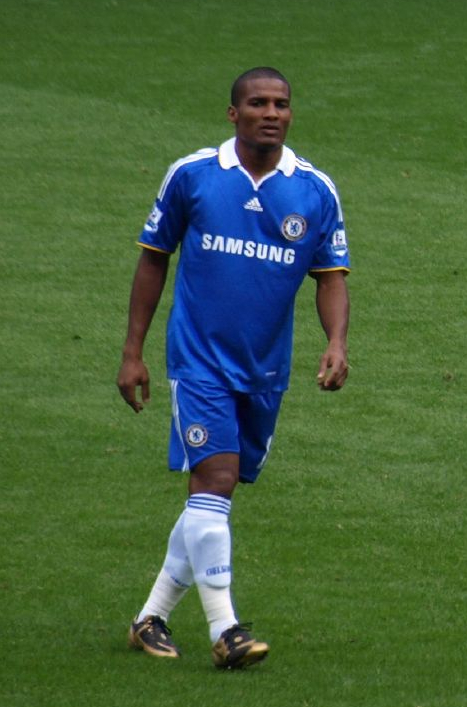
Florent Malenda, footballeur international français.

Parmi les sports les plus prisés : rugby, football, cyclisme, athlétisme...
- Ligue de football de la Guyane
- Tour de Guyane
- Union du rugby en Guyane (en)
- Fédération guyanaise de natation
- Pêche sportive en Guyane
- Marathon de l'espace

### Sports traditionnels
- Maîtres de la pagaie (Pirogue traditionnelle guyanaise)
- Rames Guyane
- Archerie des Guyanes
- Jeux kali’na

### Sportifs et entraîneurs
- Raoul Diagne, football (1910)
- Bernard Lama, football (1963)
- Kevin Seraphin, basket
- Tariq Abdul-Wahad, basket
- Jean-Claude Darcheville, football
- Florent Malouda, football
- Lucie Decosse, judo
- Malia Metella, natation
- Medhy Metella, natation
- Patrice Ringuet, cyclisme (1986)
- Jean-Marie Bardoux, rallye
- Donovan Léon, football
- Jean-David Legrand, football
- Marvin Torvic, football
- Lesly Malouda, football
- Gary Marigard, football
- Ulrich Robeiri, escrime
- Rhudy Evens, football
- Kévin Rimane, football
- Ludovic Baal, football
- Loïc Baal, football
- Brian Saint-Clair, football
- Roy Contout, football
- Sloan Privat, football
- Michaël Solvi, football

### Arts martiaux
Le djokan,,est une discipline martiale née des pratiques guerrières amérindiennes, créole guyanaises, et bushinenges.

## Gastronomie

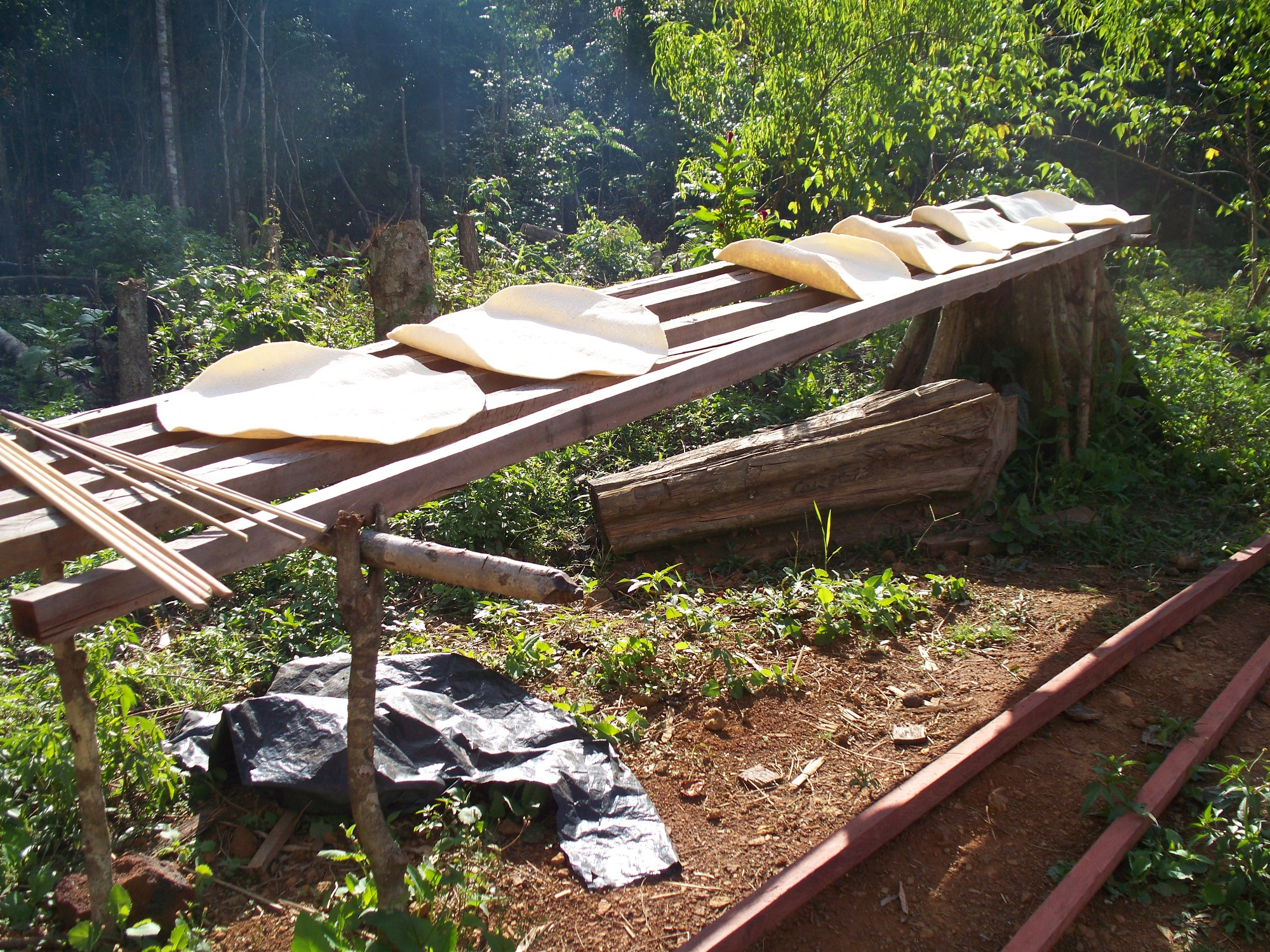
Galettes de cassave mises à sécher sur une claie.

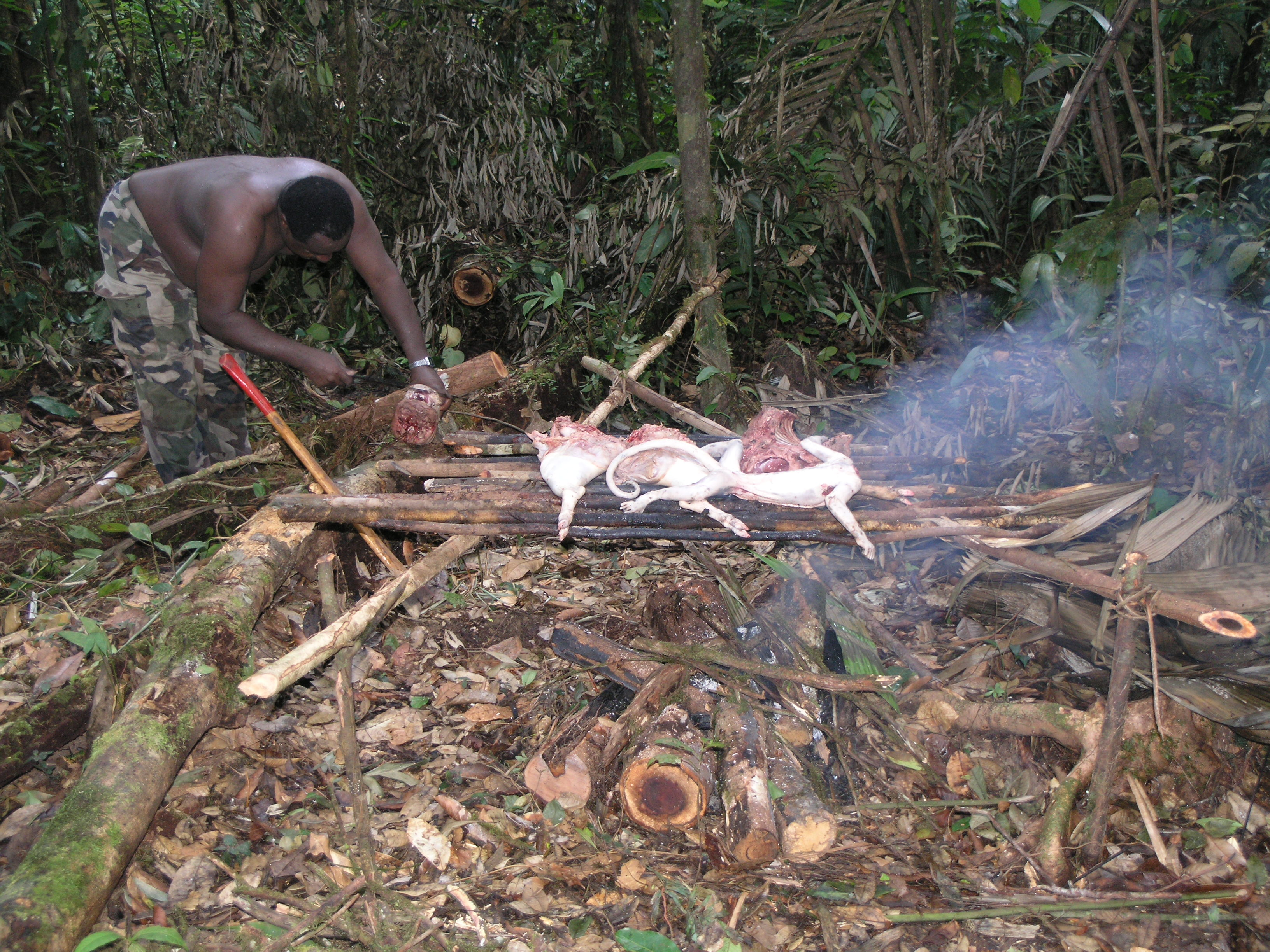
Boucanage traditionnel de « vyann-bwa » (pécari à collier et macaque noir), en forêt guyanaise.

La gastronomie guyanaise est riche des différentes cultures qui se mélangent en Guyane, les restaurants créoles côtoient les restaurants chinois dans les grandes villes comme Cayenne, Kourou et Saint-Laurent-du-Maroni. La gastronomie guyanaise à l'origine concernait les cuisines créoles, bushinengues, et amérindiennes. Toutes ces cuisines ont plusieurs ingrédients en commun : 
- le manioc
- le poulet et le poisson boucanés.
- les fruits et graines de palmiers amazoniens

Il y a aussi de nombreux mets typiquement guyanais tels que le bouillon d'awara, la galette créole, les œufs de mulets, les comtesses, le gâteau cramanioc, le kalawanng, le gratin et la salade de couac, la fricassée d'iguane ou encore la fameuse pimentade.
La bière traditionnelle est le cachiri, à base de manioc.

## Savoir-faire et artisanat

### Artisanat

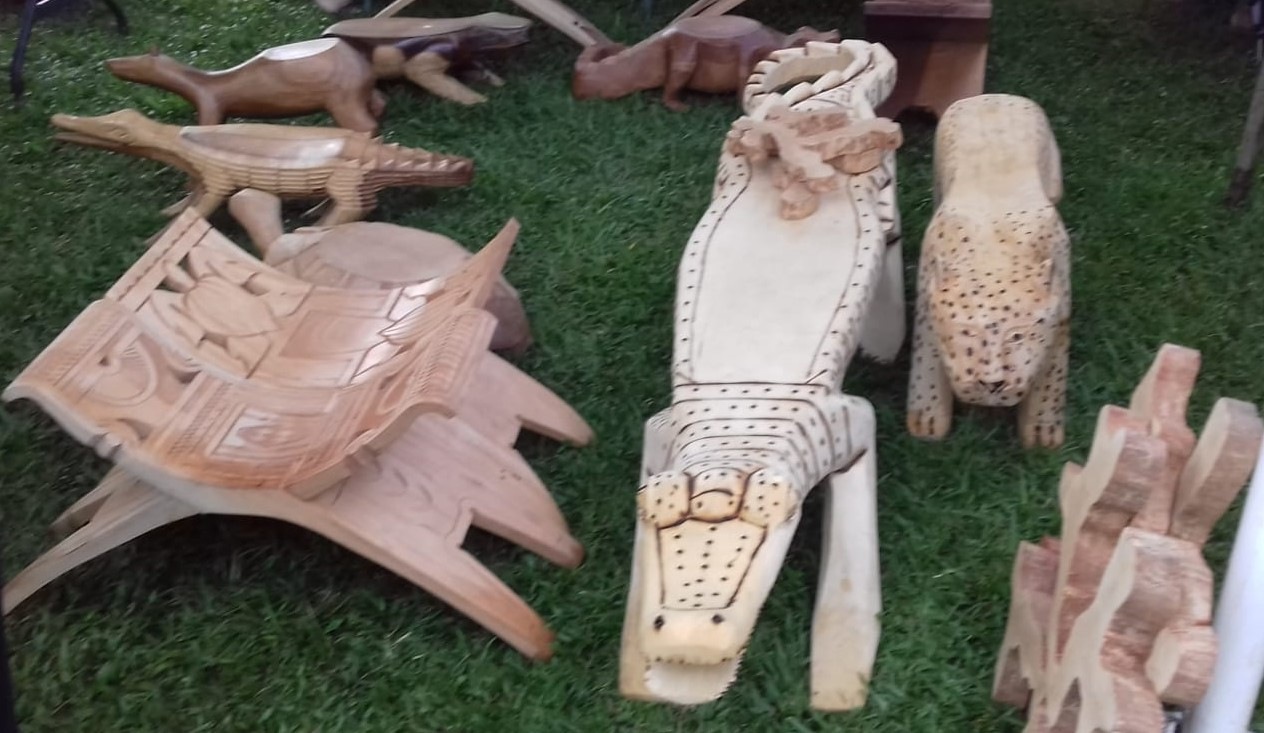
Sculptures faites par les peuples Noirs marrons.

L'artisanat guyanais continue à se développer,,.
Les Guyanais vivent sur un territoire recouvert à environ 90% de forêt tropicale humide, au cœur de l 'Amazonie : le rapport à la nature est très fort, et l'artisanat du bois très présent.
L'extraction des huiles de palmiers et de certaines arbres à graines, est un savoir-faire qui se transmet de génération en génération.
La construction de carbets : techniques de construction d’ossatures et charpentes à partir de bois ronds (carbets, cases aluku) ou bois sciés (carbets aluku et créoles), assemblages avec des lianes (carbets amérindiens), couvertures en feuilles de palmiers (carbets, cases aluku) ou bardeaux en wapa (carbets créoles), construction de cloisons en gaulette.
La confection du couac, la vannerie, l'orfèvrerie, la fabrication de pirogues et le métier de piroguiers.
- Pratiques culturales liées à la gestion des abattis (parcelles agricoles défrichées par le feu en milieu tropical).
- Jardin créole
- Pratique de la chasse et de la pêche, reposant sur des connaissances fines de l’environnement : pêche à la nivrée, tir à l’arc…
- Artisanat wayampi, un patrimoine culturel de l'humanité à préserver
- Musée des arcs premiers des Guyanes

## Médias
- Liste des médias de Guyane[13]
- Liste des radios en Guyane
- Toute nouvelle tendance
- Suffixe internet : .gf

### Éducation
- Académie des Antilles et de la Guyane (1973-1997), Académie de Guyane[14](1997-)
- Université des Antilles et de la Guyane (1982-2014), Université de Guyane depuis 2014
- Hélène Ferrarini, Allons enfants de la Guyane. Éduquer, évangéliser, coloniser les Amérindiens dans la République, Paris, Anacharsis, 2022, 288 p.[15]

## Littérature et oralité

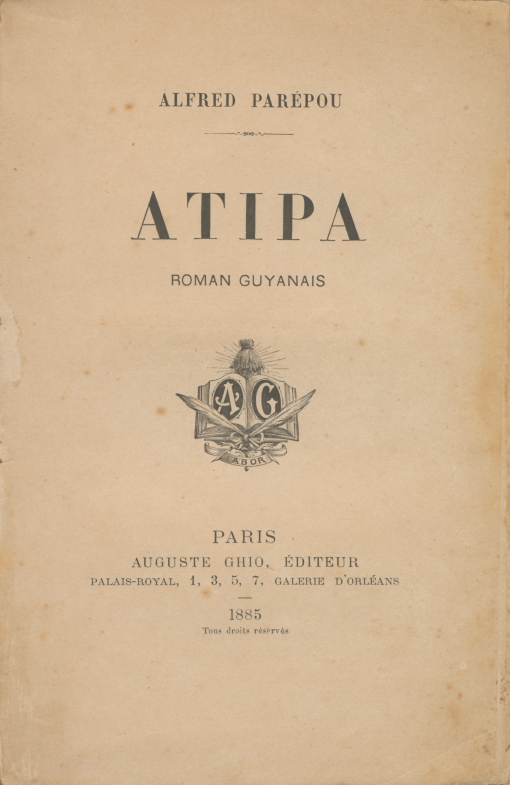
Atipa, roman guyanais, d'Alfred Parépou (1885).

La littérature guyanaise est la littérature qui comprend l'ensemble des œuvres, écrites et orales, d'auteurs guyanais ou de personnes liées à la Guyane. Elle s'exprime aussi bien en langue française qu'en créole guyanais.
De ce département ou territoire vient le premier roman écrit dans une langue créole : Atipa.
En Guyane beaucoup de festivals de conteurs sont organisés : ce sont souvent des contes traditionnels racontés en créole guyanais.
- Écrivains guyanais

## Arts visuels

### Architecture

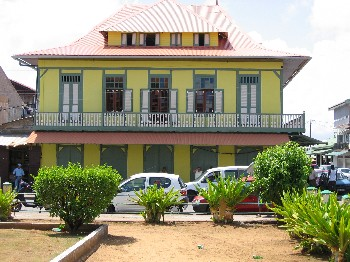
Maison créole réhabilitée à Cayenne (Guyane).

- Liste des monuments historiques de la Guyane
  - Liste des monuments historiques de Cayenne
- Liste des édifices labellisés « Patrimoine du XXe siècle » de la Guyane
- Liste des églises de la Guyane
- Liste des habitations de la Guyane
- Maison créole[16]
- Carbet

### Peinture

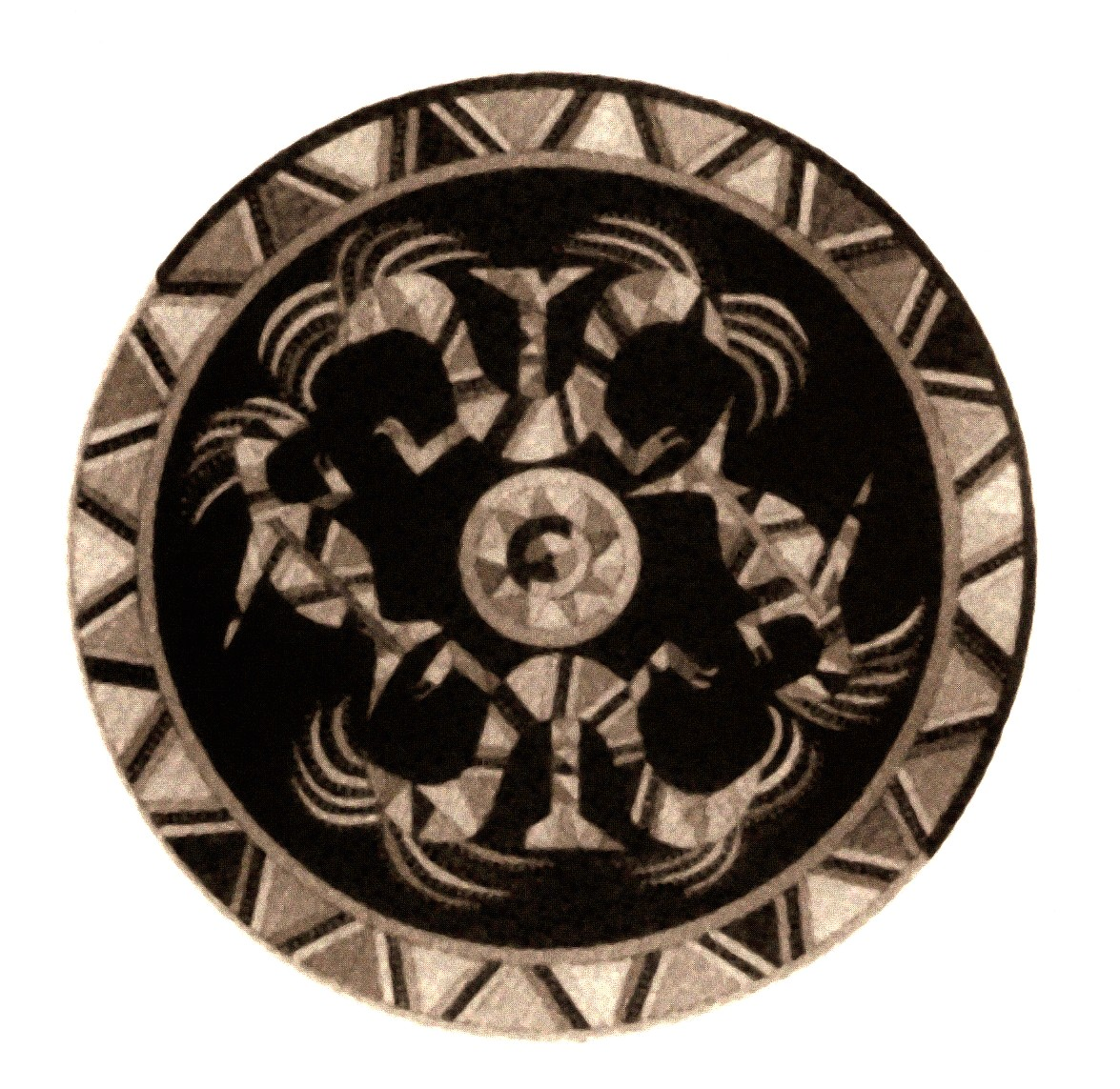
Maluwana, un ciel de case Wayana.

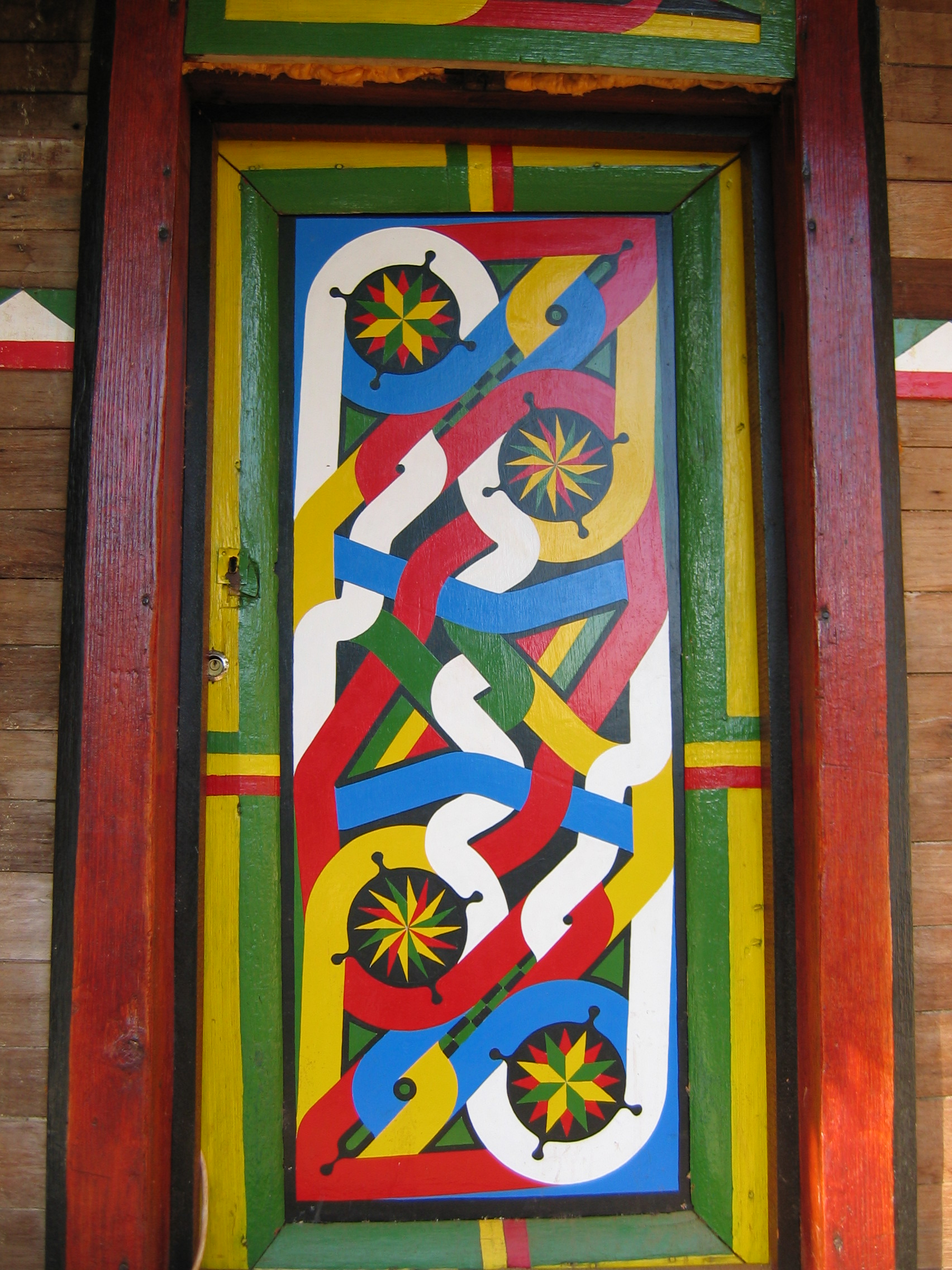
Porte peinte à Apatou.

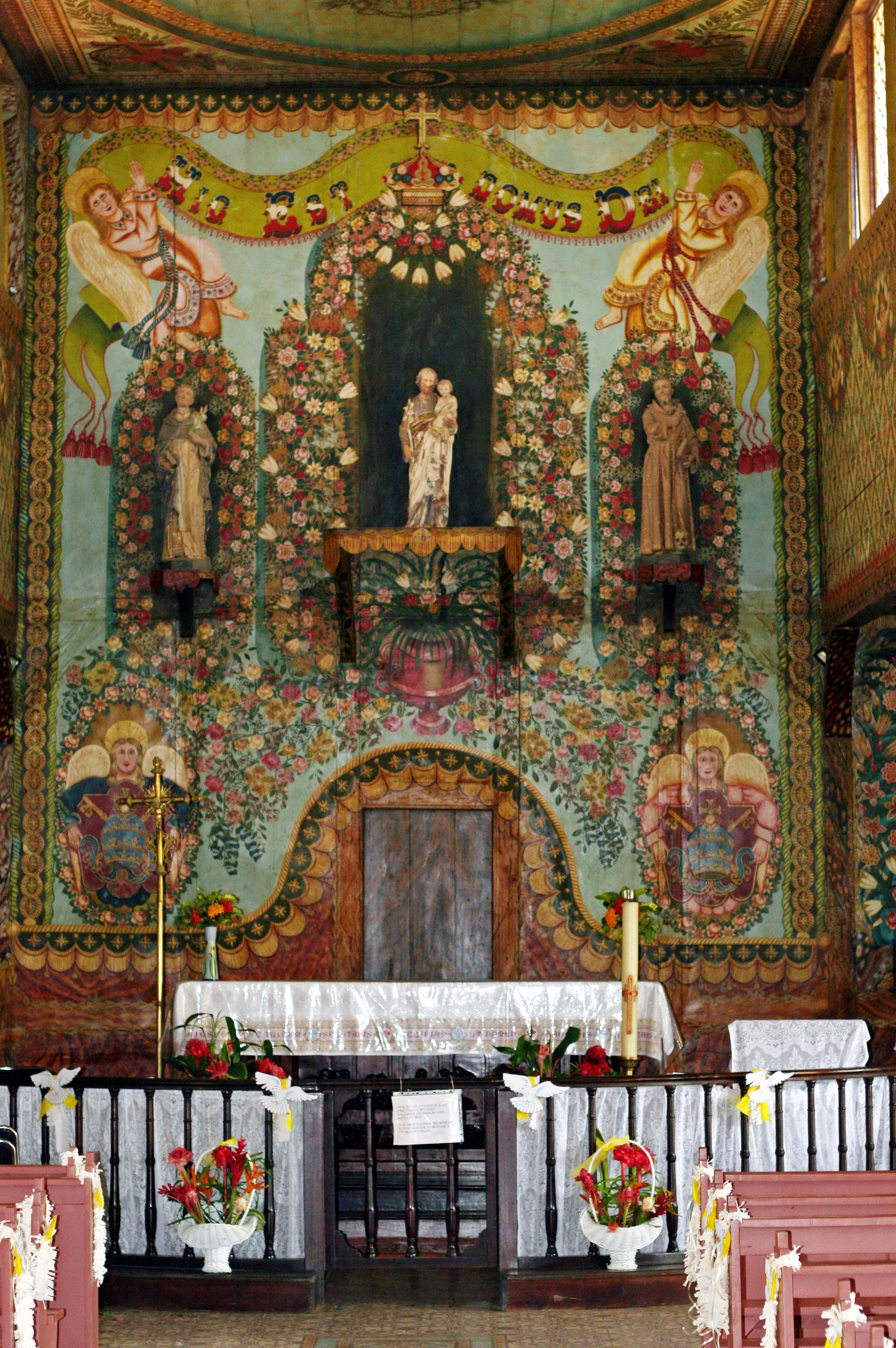
Fresque peinte par un bagnard, Église Saint-Joseph d'Iracoubo.

L’art Tembé fait partie des arts guyanais les plus appréciés par la population. Beaucoup sont réalisés à la main.
- Liste des œuvres d'art de la Guyane dans le domaine public
- Vivre l'art en Guyane
- EMEGA

- Artistes : José Legrand (1955-)[17], Roseman Robinot, Thierry Tian Sio Po, Fabrice Loval[18], Franky Amété[19]...
- Aïmawale Opoya, artiste wayana, spécialisé en ciels de case[20]
- Art Tembé (marron)[21],[22],[23]

### Sculpture
Artistes : Makosi, Kafé, Kenneth Solega

## Musées
- Musée départemental Alexandre-Franconie
- Maison-Musée de Félix Éboué
- Musée de l'Espace
- Écomusée de Montsinéry-Tonnegrande
- Musée des Cultures Guyanaises
- Maison des cultures & des mémoires de la Guyane, composée de deux bâtiments
- Le Planeur bleu à Cacao
- Écomusée municipal d'Approuague-Kaw
- Musée des îles du Salut
- Musée du bagne

## Arts de scène

### Musiques
- Musique guyanaise[26]
- Lindor de la musique guyanaise
- Konvwé
- Nuit du Sanpula

#### Auteurs, compositeurs, musiciens, chanteurs et interprètes
- Samuel Lubin, variété guyanaise (1862-1948)
- Henri Salvador, variété française, bossa nova, jazz (1917-2008)
- Gaston Lindor, jazz, variété guyanaise, (1929)
- José Sébéloué, variété, kadans, zouk (1948)
- Chris Combette, reggae, bossa nova, jazz, blues, mazurka (1957)
- Édith Lefel, zouk (1963-2003)
- Henri Placide, variété guyanaise (1963)
- Sylviane Cédia, variété guyanaise
- Orlane Jadfard, musique carnavalesque guyanaise (1971)
- Tina Ly, zouk (1979)
- Pearl, R&B, pop (1982)
- Angel Chow-Toun (1984)
- Warren, zouk
- Fanny J, zouk (1987)
- Nesly, zouk (1987)
- K-Reen, R&B, rap, hip-hop, soul, zouk, dancehall
- Lova Jah, reggae, musique traditionnelle guyanaise
- Saïna Manotte, variété guyanaise, musique traditionnelle guyanaise
- Bamby, reggae, dancehall
- Sweet Way, duo musical, zouk
- Pompis, dancehall
- Aruhna, reggae, jazz
- Les Mécènes, groupe, musique carnavalesque guyanaise
- Karnivor, groupe, musique carnavalesque guyanaise
- Les Blues Stars, groupe, musique carnavalesque guyanaise

#### Danses traditionnelles
Chaque communauté en Guyane possède son propre répertoire de danse.
Danses traditionnelles Créoles Guyanaises
On distingue deux catégories de danses.
Il y a tout d'abord les danses de salon. Elles sont exécutées lors de grandes occasions telles que les mariages, les baptêmes, les événements importants dans la communauté. Elles sont  généralement en tenues d'apparat. Les femmes sont vêtues de longues robes en tissu uni, ou avec des motifs madras ou fleuris. Les hommes portent un costume composé d'une chemise blanche, d'un pantalon pincé et d'une paire de chaussures de ville.
| Danse       | Origine                                               | Signification / Thème                      | Pas caractéristiques                  |
| ----------- | ----------------------------------------------------- | ------------------------------------------ | ------------------------------------- |
| Léròl       | Vallée de l'Oyapock (Saint-Georges, Ouanary...)       | Présentation et salutation                 | Pas "léròl"                           |
| Grajé       | Plateau des Savanes, (Sinnamary, Kourou, Iracoubo...) | Tristesse, douleur, mésaventures de la vie | Pas "glisé", pas "tournen", Pas valsé |
| Grajé-valse | Cayenne, Montjoly, Rémire                             | Célébration de la grâce et de la prestance | Pas valsé                             |

Il y a ensuite les danses "d'abattis". L'abattis en Guyane désigne les plantations que possédait chaque famille et qui permettaient de cultiver les denrées alimentaires nécessaires à sa survie. Ces danses représentent le travail de la terre, la souffrance des anciens, la tristesse de la vie d'antan. Néanmoins, elles restent une célébration de la force des habitants de ces temps anciens. Elles se pratiquent en tenues courtes et avec très peu de bijoux. Les femmes sont vêtues de robes courtes (avec ou sans jupon) et de "kanmza". Le "kanmza" est un morceau de tissu rectangulaire qui se noue à la taille afin de maintenir les reins. Les vêtements des hommes sont réalisés en bleu de travail.
| Danse       | Origine                                         | Signification / Thème | Pas caractéristiques        |
| ----------- | ----------------------------------------------- | --- | --------------------------- |
| Labasyou    | Guyane                                          | Séduction et hommage à l'amour |                             |
| Béliya      | Guyane                                          | Plantation et travail de la terre | "Ti pa Soté" "Gran pa soté" |
| Ladjanbèl   | Guyane                                          | Plantation et travail de la terre | Pas "Djanbèl"               |
| Kanmougwé   | Esclave africain de Guyane d'origine bantoue    | Travail de la terre, préparation de l'abattis |                             |
| Kasékò      | Vallée de l'Oyapock (Saint-Georges, Ouanary...) | Joie et célébration. Elle se dansait à la fin de la journée de travail. C'est aussi une danse de séduction à travers laquelle le cavalier pourra effectuer des nikas (acrobaties) afin de séduire la cavalière. | Hommes : - Nikas            |
| Laboulanjèr | Esclave africain de Guyane                      | Préparation du pain |                             |

Danses traditionnelles bushinenge (bushikondesama) guyanaises
- Awasa
- Songhé
- Aléké

Danses traditionnelles amérindiennes guyanaises
- Sanpula,
- Malaka

#### Carnaval guyanais

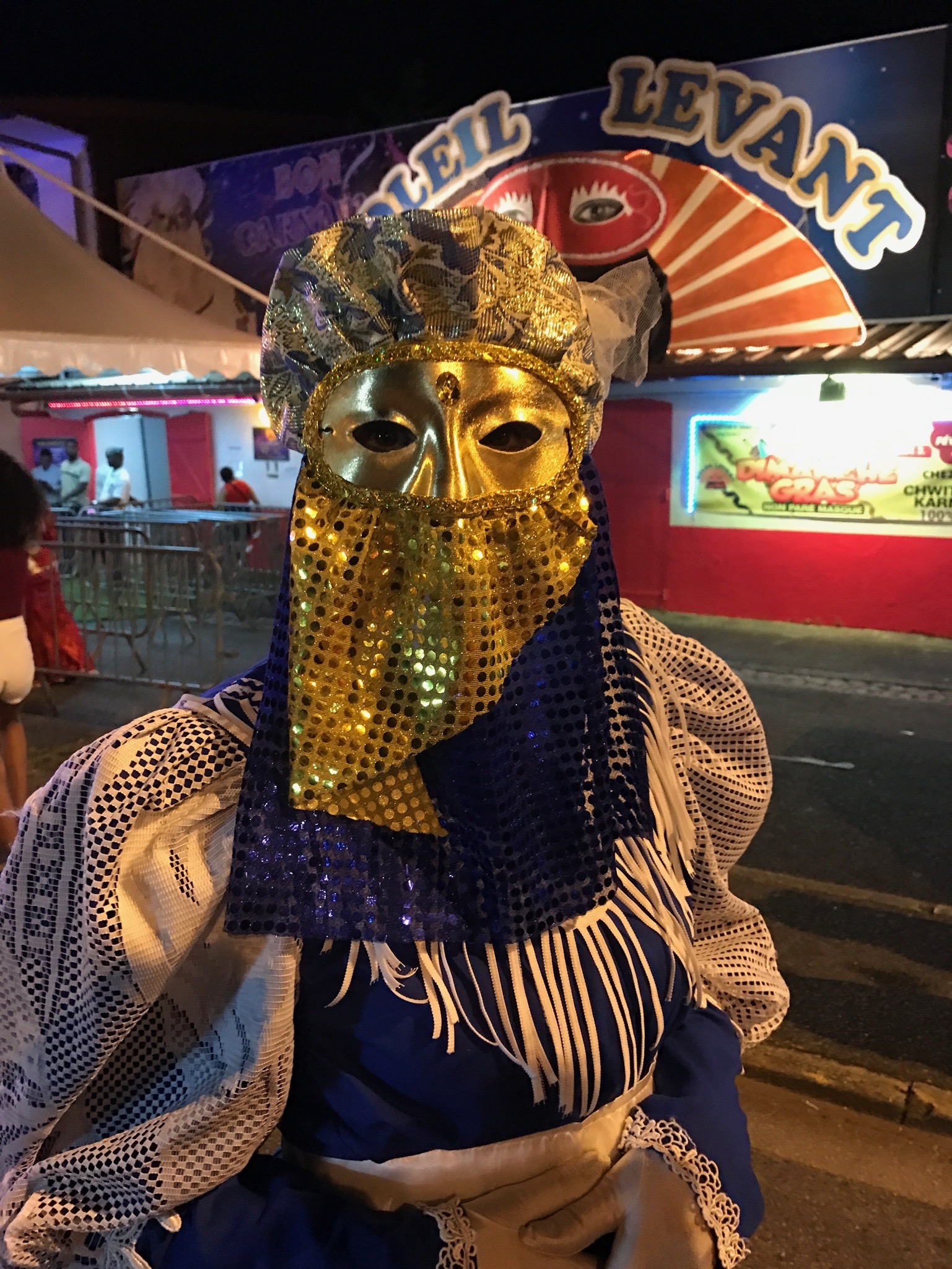
"Au soleil couchant M'en allant danser" Touloulou rejoint son université pour plusieurs heures de mazurka et biguine dans les nuits du carnaval à Cayenne.

Le carnaval de Guyane dure entre 6 et 9 semaines, et est l'occasion d'assister à certains types de danses et de déguisements.

### Théâtre
- Centre dramatique Kokolampoe
- Théâtre de Macouria, scène conventionnée de Guyane
- Conservatoire Musique Danse Théâtre de Guyane (CMDT)
- (en) Bridget Jones, Paradoxes of French Caribbean Theatre. An annotated Checklist of Dramatic Works: Guadeloupe, Guyane, Martinique from 1900, London, Roehampton Institute, 1997

### Cinéma
- Liste de films tournés en Guyane
- GCAM